# Atletisme als Jocs Olímpics d'Estiu de 1896 - Triple Salt homes
La prova del triple salt masculí va ser una de les quatre proves de salts que es van disputar durant els Jocs Olímpics d'Atenes de 1896. Set saltadors van prendre part en el triple salt, llavors conegut com a hop, skip, and jump, tot i la gran varieta de tècniques emprades pels saltadors a l'hora de saltar. La prova es disputà el 6 d'abril, en acabar les primeres sèries dels 100 metres. En haver-hi una sola ronda de triple salt el vencedor es coronà com el primer campió olímpic de l'era moderna.

## Medallistes
| Or             | Plata             | Bronze           |
| James Connolly | Alexandre Tuffèri | Ioannis Persakis |

## Resultats
| Posició | Atleta            | Distància  |
| ------- | ----------------- | ---------- |
| Or      | James Connolly    | 13,71 m    |
| Argent  | Alexandre Tuffèri | 12,70 m    |
| Bronze  | Ioannis Persakis  | 12,52 m    |
| 4       | Alojz Sokol       | 11,26 m    |
| 5       | Carl Schuhmann    | desconegut |
| 6-7     | Fritz Hoffmann    | desconegut |
| 6-7     | Khristos Zoumis   | desconegut |